# Peter Schöffer
Peter Schöffer (Petrus Schoiffer) (Gernsheim am Rhein, 1425 - Mainz, 1503) az első könyvkereskedők illetve kiadók egyike a régi könyvnyomtatás korában, mégis nyomdászként vált igazán ismertté. Ő tökéletesítette Johannes Gutenberg nagy találmányát, a mozgatható betűkkel történő nyomtatást.

## Élete és munkássága

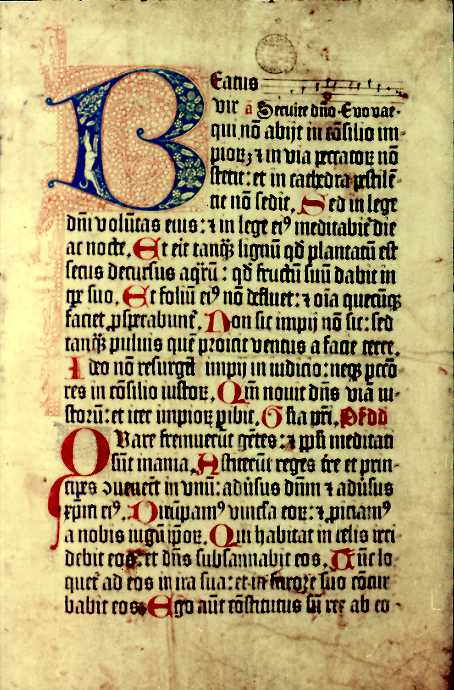
Az 1459-ben nyomtatott mainzi Psalterium, nyomtatott iniciálékkal és kézírásos bejegyzésekkel

Peter Schöffer 1425-ben született Gernsheim am Rhein-ban. Iskoláinak végeztével hazatért, majd 1444 és 1448 között az erfurti egyetemre iratkozott be. Párizsban a Sorbonne-on jogot és teológiát hallgatott. 1449-ben másolóként és kalligráfusként tevékenykedett a francia nagyvárosban - ezt egy kézirat kolofonjából tudjuk, amelyben magát Petrus de Gernscheim-nak nevezi. Eztán visszatért Mainzba, ahol 1452-ben nyomdászként dolgozott a negyvenkét soros Biblia elkészítésében.
Johannes Gutenberg többször is kölcsönért folyamodott a mainzi jogász Johannes Fusthoz, amiért cserébe részesedést biztosított neki a vállalkozásból. 1455-ben Fust beperelte Gutenberget, befektetett pénzét követelve. Peter Schöffer Fust tanújaként jelent meg a bíróság előtt. Az osztozkodás után Fusthoz került műhelyrésznek Schöffer lett a vezetője és később a tulajdonosa. Már Gutenberg alatt sem csupán segédmunkásként tevékenykedett, annál sokkal fontosabb munkaköre volt. Saját tervezésű betűtípusai annyira jól sikerültek, hogy tipográfusként és nyomdászként szinte túlszárnyalta Gutenberget.
Az 1462-ben nyomtatott 48 soros Biblia kolofonjában tűnik fel először a nevét is feltüntető nyomdászjelvénye. Fust és Schöffer utolsó közös munkája Cicero 1466-ban kiadott De officiis című műve volt. Schöffer feleségül vette Fust lányát, majd apósa 1466-ban bekövetkezett halála után átvette a nyomdát. A következő évben Aquinói Szent Tamás Summájának egyik kötetében már - Gernscheimer néven - egyedüli nyomdászként, illetve kiadóként jelenik meg. Műhelyének utolsó terméke a mainzi Psalterium negyedik kiadása, amely 1502. december 20-án készült el. Halálának időpontját e dátum, illetve 1503. április 8. közé tehetjük.
Schöffert manapság kiváló nyomdászként, könyvkiadóként és könyvkereskedőként tartjuk számon, aki tevékenységében művészi színvonalat ért el és üzletemberként is rátermett volt. Schöffer nyomdája több, mint 250 egylapos nyomtatványt és könyvet állított elő. Feleségétől, Christina Fusttól négy gyermeke született, akik közül Johann vette át apja mainzi műhelyét.

## Jelentős munkái

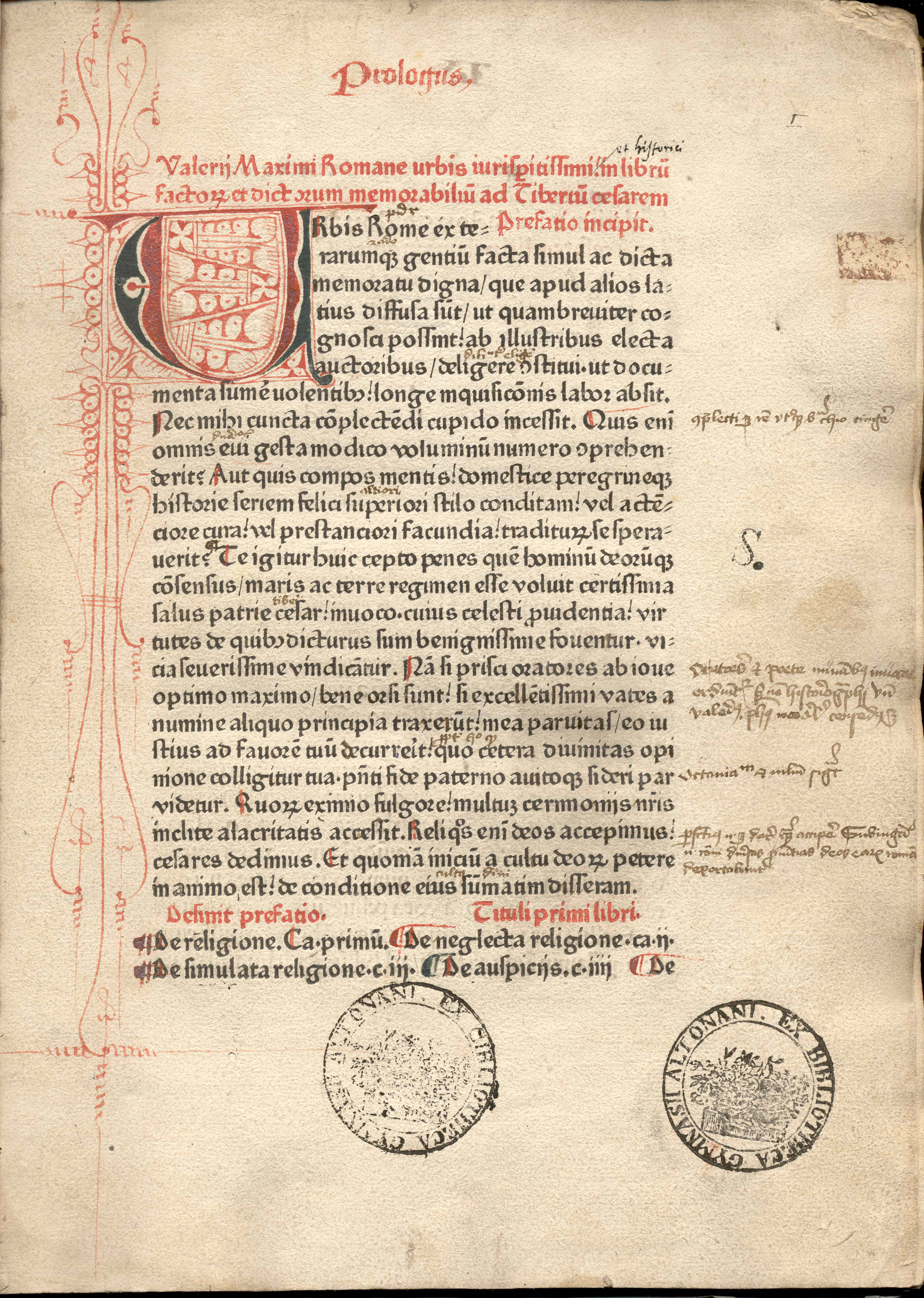
Az 1471-ben nyomtatott Valerius Maximus-kiadás

Peter Schöffer jelentős alkotásai közé tartozik az 1457-ben Johannes Fusttal közösen készített mainzi Psalterium, amely a kor első háromszín-nyomásos könyve. További fontos munkái: a 48 soros Biblia 1462-ből (szintén Fusttal közösen), az első Németországban nyomtatott füveskönyv, a Herbarius Latinus (1484), az első német nyelven nyomtatott füveskönyv, a Hortus Sanitatis (1485), továbbá a Cronecken der Sassen (1492).
Schöffer és Fust alkalmaztak a világon először nyomdászjelvényt.

## Technika
A mainzi Psalteriummal Schöffer a könyvek előállítását kívánta könnyebbé tenni - olyannyira, hogy nem csupán az írnok, de a rubrikátor munkáját is fölöslegessé tegye. Addig csupán magát a szöveget nyomtatták mozgatható betűkből és az iniciálék helyét szabadon hagyták (azt később kézzel festették ki). A Schöffer által nyomtatott szövegbe a kék és piros iniciálékat is belenyomtatták s így ezek a könyvek a nyomdából egyenesen a könyvkötőhöz kerülhettek.
Ez a technika azonban költségessége és bonyolultsága miatt nem vált általánossá, így még a 18. században is találkozhatunk kézzel kifestett nyomtatványokkal.

## Emlékmű
Johannes Baptist Scholl darmstadti művész 1836-ban készítette el Gernsheim egyik nevezetességét, a Schöffer-emlékművet. 2003-ban, Peter Schöffer halálának 500. évfordulója alkalmából a város a "Schöfferstadt" elnevezést vette fel.

## Irodalom

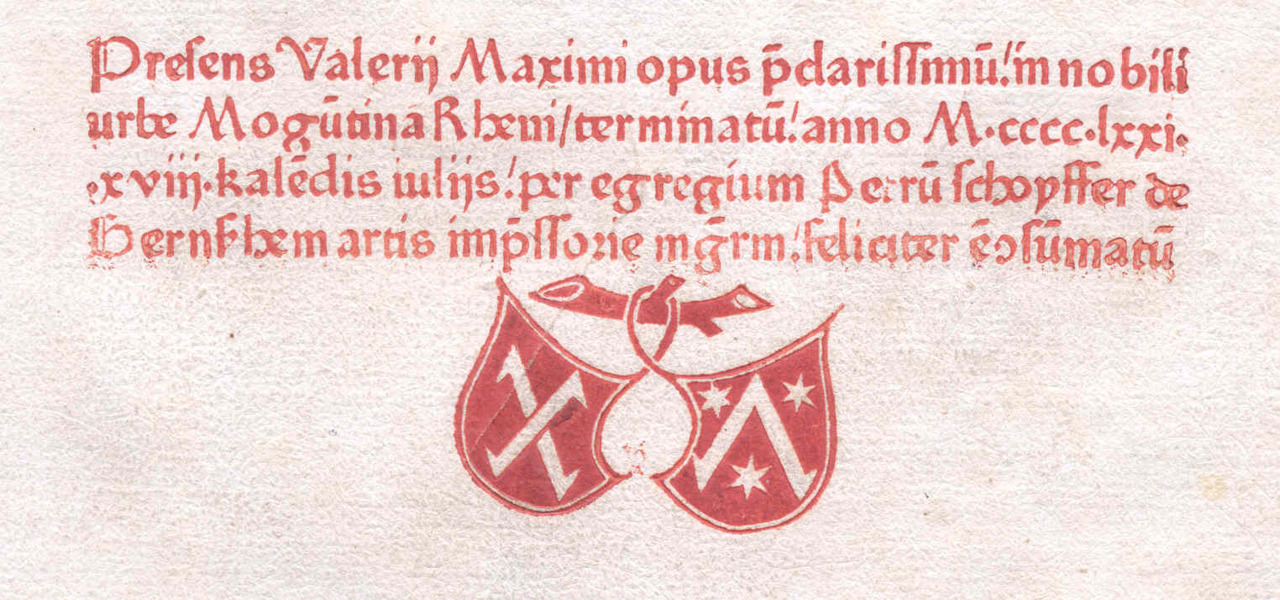
A Johannes Fust és Peter Schöffer által használt nyomdászjelvény

## Külső hivatkozások
- Peter Schöffer és a mozgatható nyomdabetűk fejlődése (Projekt, anlässlich des Schöfferjahrs 2003 durchgeführt vom Gernsheimer Grafiker Mario Derra)
- Nyugat-európai tipográfusok lexikona, Peter Schöffer szócikk
- Egyetemes Német Biográfia cikke[halott link] ADB
- Klaus Henseler oldala, idősebb Peter Schöffer szócikke
- Carnegie M. Egyetemi Könyvtár, Lehmann-Haupt monográfiája
- A Gutenberg Digitális Projekt, göttingeni Gutenberg-Biblia digitalizált formában